# Alfred de Claparède

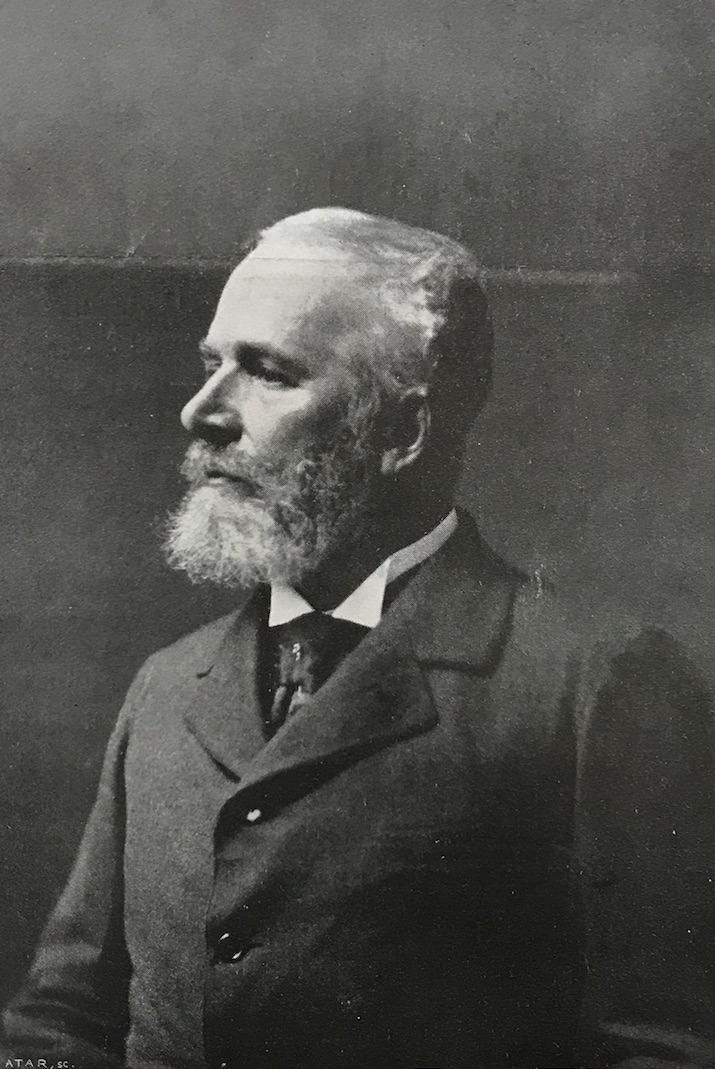
Alfred de Claparède (1904)

Alfred de Claparède (* 10. Februar 1842 in Genf; † 27. September 1922 in Berlin) war ein Schweizer Diplomat, der unter anderem zwischen 1915 und 1917 Gesandter im Deutschen Kaiserreich war. Er gehörte zusammen mit  Charles Lardy und Giovanni Battista Pioda zu den Berufsdiplomaten der ersten Generation der Schweiz.

## Leben
De Claparède war ein Sohn von Charles-Claude de Claparède, der Mitglied des Repräsentierenden Rates von Genf war, sowie dessen Ehefrau Anne-Louise Brunner. Er selbst absolvierte nach dem Schulbesuch ein Studium der Rechtswissenschaften an der Universität Genf, der Rheinischen Friedrich-Wilhelms-Universität Bonn sowie der Friedrich-Wilhelms-Universität zu Berlin, an der er 1866 auch einen Dr. jur. erwarb. 1869 trat er in den diplomatischen Dienst ein und gilt als der erste Berufsdiplomat der Schweiz.
1869 wurde de Claparède Legationsrat an der Gesandtschaft im Königreich Preußen in Berlin unter der Leitung von Bernhard Hammer, wo er sich mit Vermittlungen im Deutsch-Französischen Krieg von 1870 bis 1871 befasste. Nach der Gründung des Deutschen Kaiserreiches 1871 blieb er bis 1888 an der Gesandtschaft tätig, war aber zwischenzeitlich 1883 auch Geschäftsträger an der Gesandtschaft in Österreich-Ungarn. Am 18. April 1888 löste er Emil Frey als Gesandter in den Vereinigten Staaten ab und verblieb dort bis zum 1. Januar 1893, woraufhin Giovanni Battista Pioda sein dortiger Nachfolger wurde. Gleich zu Beginn seiner Tätigkeit in Washington, D.C. fungierte er 1888 als Schiedsrichter zwischen Chile und den USA nach dem Baltimore-Zwischenfall. Am 24. November 1893 wurde er Nachfolger von Arnold Otto Aepli als Gesandter in Österreich und blieb dort bis zum 30. Juni 1904. Sein dortiger Nachfolger wurde Fernand du Martheray.
Kurz zuvor übernahm de Claparède am 13. Juni 1904 als Nachfolger des am 7. März 1904 im Amt verstorbenen Arnold Roth den Posten als Gesandter im Deutschen Kaiserreich. Dieses Amt behielt er bis zum 10. Februar 1917 und wurde danach von Robert Haab abgelöst. Als Gesandter im Deutschen Kaiserreich nahm er unter anderem an Wirtschaftsverhandlungen zwischen beiden Staaten teil und war zwischen dem 19. Oktober 1915 und dem 10. Februar 1917 zugleich als Schweizer Vertreter in Schweden akkreditiert.
De Claparède war 48 Jahre im Dienst des Bundes und war in fünf verschiedenen Standorten tätig, davon drei als Missionsleiter: Die Karriere von de Claparède unterschied sich daher nicht wesentlich von denen anderer ausländischer Kollegen und deshalb wird er als der erste Berufsdiplomat der Schweiz angesehen.
Aus seiner 1866 mit Catherine-Caroline Crola geschlossenen Ehe ging sein gleichnamiger Sohn hervor, der ebenfalls Diplomat sowie zwischen 1938 und 1941 als Geschäftsträger Leiter der Gesandtschaft in Bulgarien war. Sein Cousin war der Diplomat Arthur de Claparède, der später als Dozent an der Universität Genf lehrte.